# Фрэнн, Мэри
Мэри Фрэнн (англ. Mary Frann; 27 февраля 1943[…], Сент-Луис, Миссури — 23 сентября 1998[…], Беверли-Хиллз, Калифорния) — американская актриса, известная телевизионной ролью жены Боба Ньюхарта, Джоанны Лоудон, в ситкоме CBS «Ньюхарт» (1982—1990).
Фрэнн родилась в Сент-Луисе, штат Миссури, и в начале карьеры работала моделью, прежде чем поступить в Северо-Западный университет, чтобы изучать актёрскую профессию. Фрэнн выступала в театре, а также работала ведущей, прежде чем в 1968 году переехать вместе со своей лучшей подругой Джоан Ван Арк в Лос-Анджелес. Там она решила взять псевдоним Дженнифер Дуглас, снимаясь на регулярной основе в полицейском процедурале NBC, «Мой друг Тони» (1969), а также появлялась в эпизодах «Напряги извилины», «Эта девушка», «Дикий, дикий Запад» и «Бонанза». В 1970 году она начала выступать под своим именем, отбросив псевдоним.
В 1970-х годах Фрэнн работала в дневных мыльных операх «Возвращение в Пейтон Плейс» (1973—1974) и «Дни нашей жизни» (1974—1979). В 1977 году она практически получила роль Сью Эллен Юинг в прайм-тайм мыльной опере «Даллас», но в последний момент проиграла её Линде Грей. По иронии судьбы четыре года спустя она играла аналогичную героиню в другой прайм-тайм мыльной опере, King’s Crossing на ABC, закрытой после нескольких эпизодов.
С 1982 по 1990 год Фрэнн снималась в ситкоме CBS «Ньюхарт». В тот период она также снялась в нескольких сделанных для телевидения фильмах и была ведущей шоу «Мисс США» 1986 и «Мисс Вселенная» 1987. После завершения шоу она взяла на себя роль гламурной злодейки в мини-сериале «Лаки/Шансы» по роману Джеки Коллинз, пытаясь уйти от амплуа актрисы ситкома, а в последующие годы продолжала появляться на телевидении с эпизодическими ролями.
Фрэнн умерла 23 сентября 1998 года во сне от инфаркта миокарда.